# Charlestown (Irlande)
Pour les articles homonymes, voir Charlestown.
Charlestown est une ville située dans le comté de Mayo, en Irlande. Elle est contiguë de Bellaghy dans le comté de Sligo.

## Histoire
Charlestown est construite au milieu du XIXe siècle.

## Transports
La vile est située à quelques kilomètres de l'Aéroport de Knock.

## Population
En 2016, en incluant la population de Bellaghy, on compte 1 033 habitants.